# 138 (عدد)
138 عدد صحيح. طبيعي بين 137 و139.

## في الرياضيات
- 138 عدد زوجي
- تحليل 138 هو 2×3×23
- 138 عدد مبذر في نظام العد العشري.
- 138 عدد غير سعيد
- 138 عدد يتكرر فيه رقم واحد في نظام العد ذا الأساس 22 أو 45 أو 68 أو 138+: 138 = 6622 = 3345 = 2268 و عدد قلوب في نظام العد الثماني